# Leander Dendoncker
Leander Dendoncker (Passendale, 15 de abril de 1995) é um futebolista belga que atua como volante. Atualmente, defende o Real Oviedo.

## Carreira
Leander Dendoncker começou a carreira no Anderlecht.